# Irineu de Palmira
Irineu Marinho Messias Moreira (Belo Horizonte, ) é um cantor e compositor brasileiro.
Iniciou suas atividades artísticas participando de vários festivais e eventos culturais até que, em 1979, convidado pelo empresário Fauzi Curan, mudou-se para São Paulo para trabalhar como instrumentista e cantor dos espetáculos de Oswaldo Sargentelli e também nas casas Gallery (acompanhado pela orquestra do maestro Hector Costita) e Viva Maria (dividindo o mesmo palco com Cauby Peixoto, Wilson Simonal, Pery Ribeiro e Carmen Costa, entre outros).
Para teatro, musicou a peça Vereda da Salvação e, para TV, a versão de “O Grande Momento”, de Roberto Santos, direção de Nei Santanna, com Laura Cardoso e Flávio Guarnieri.
Como instrumentista, gravou os violões de todas as faixas do disco “Violas e Canções”, de Pena Branca e Xavantinho, considerado pela crítica, principalmente internacional, como um dos melhores discos daquele ano. Como compositor tem músicas gravadas por Jair Rodrigues e Luciana Mello (“Alma Negra” – que inclusive é o título do CD Nº 44 do Jair), Biro do Cavaco e Grupo Katinguelê, entre outros.
O conteúdo da obra de Irineu de Palmira pode ser resumido em dois aspectos: O poético, no que diz respeito às letras, transita pelas questões do povo brasileiro em todas as suas mais significativas nuances: da origem cultural e suas particularidades, até as questões do dia-a-dia e sentimentos. Resgatar a beleza das coisas simples, bem como apontar a realidade, não como denúncia vazia, mas registrando situações passíveis de mudanças, a começar pela atitude de cada um, é sua forma de contribuir para a reflexão dos mais importantes temas do social. O outro aspecto, o melódico, traz a marca da ancestralidade do artista. Das influências da musicalidade mineira, passando pelo samba, reggae e afoxé, até as mais doces cirandas, toadas e cantigas.
“Acreditar”, apresentado em CD e DVD, é o seu mais recente trabalho.

## Obras
- Alma negra[2]
- Amor de vento[2]
- Clarice[2]
- Encanto[2]
- Espectral[2]
- Geopolítica[2]